# Sant Ferran de ses Roques
Sant Ferran de ses Roques är en ort i Spanien.   Den ligger i regionen Balearerna, i den östra delen av landet, 500 km öster om huvudstaden Madrid. Sant Ferran de ses Roques ligger 26 meter över havet och antalet invånare är 2 728. Den ligger på ön Formentera.
Terrängen runt Sant Ferran de ses Roques är huvudsakligen platt, men åt sydost är den kuperad. Havet är nära Sant Ferran de ses Roques åt nordost.  Sant Ferran de ses Roques är det största samhället i trakten. 